# Tripotamo
Tripotamo  este un oraș în Grecia în Prefectura Arcadia.